# Echinocereus reichenbachii
Echinocereus reichenbachii  es una especie de planta fanerógama de la familia Cactaceae. Es endémica de  México. Es una especie común que se ha extendido por todo el mundo.

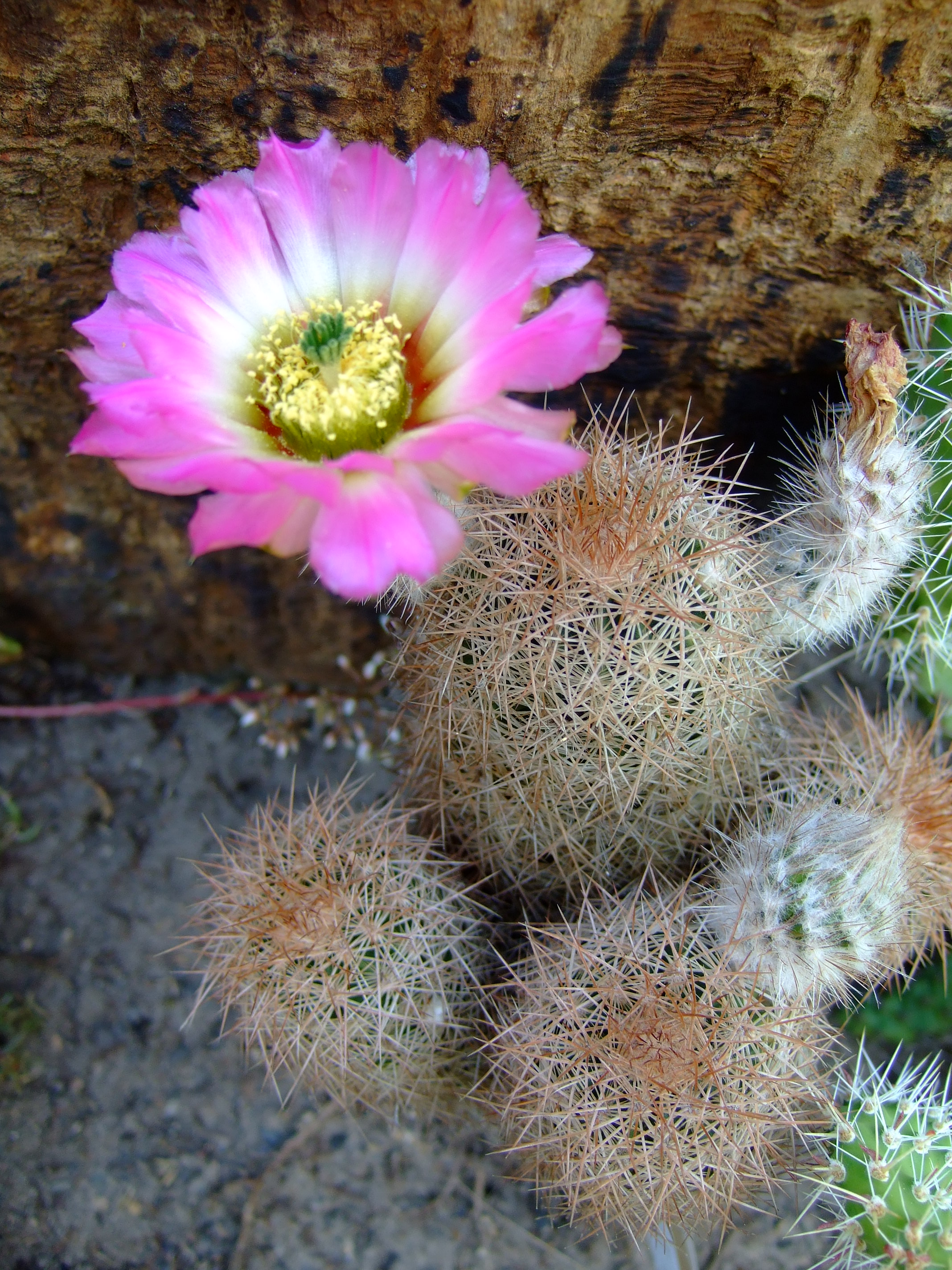
Vista de la planta

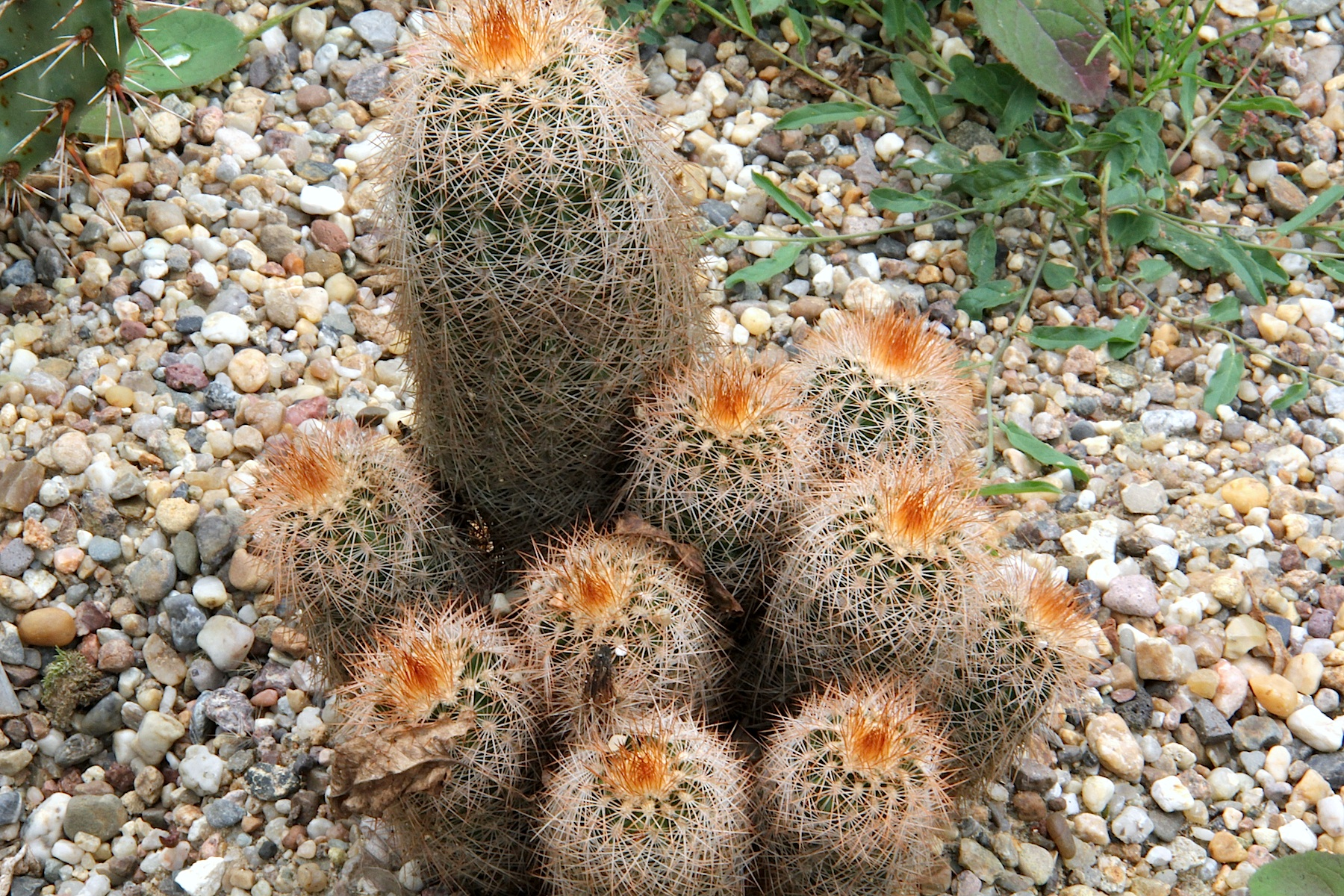
Grupo en su hábitat

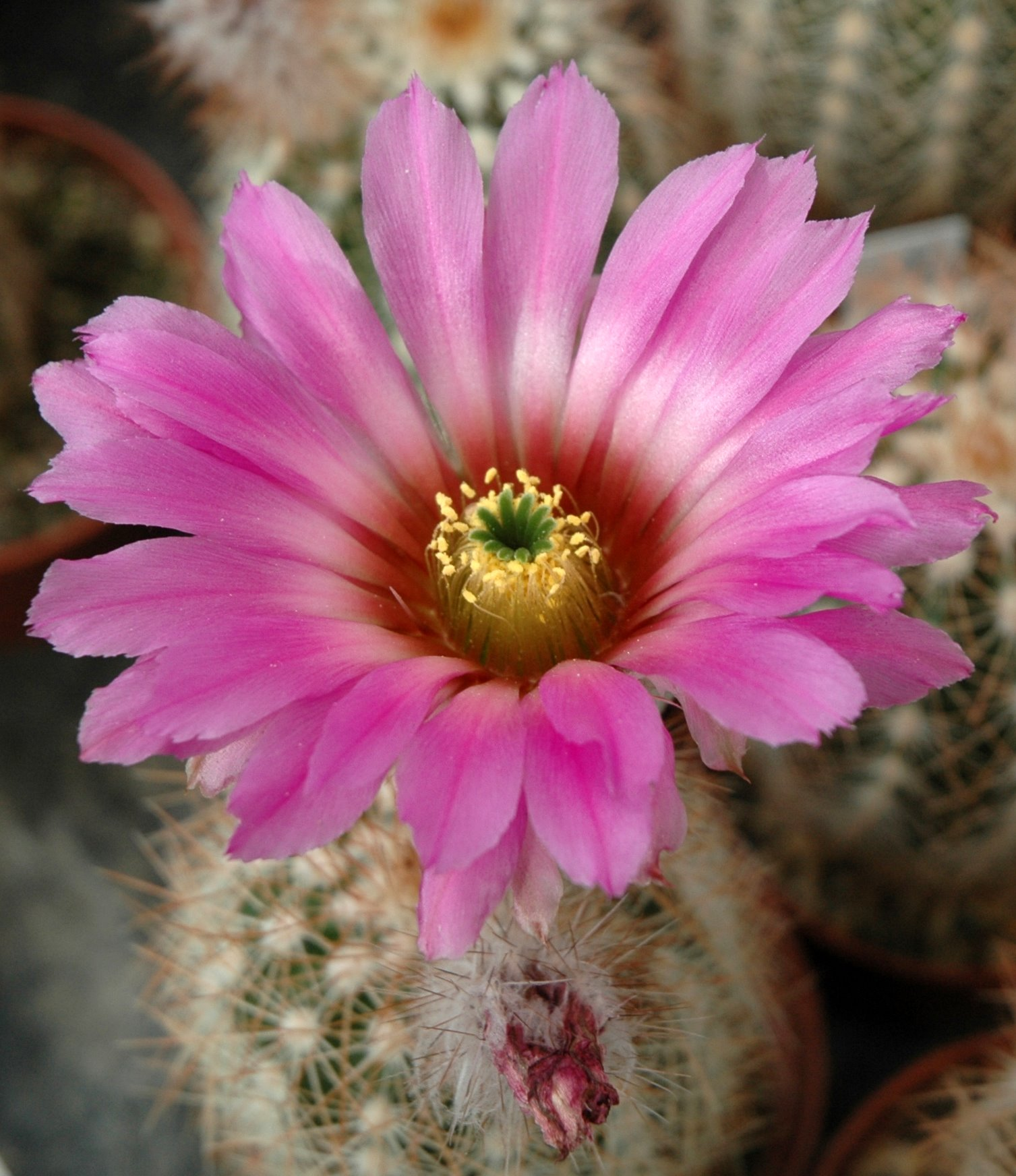
Flor

## Descripción
Echinocereus reichenbachii crece individualmente con tallo esférico a cilíndrico, adelgazándose hacia la punta de los brotes que crecen en posición vertical, son de color claro a verde oscuro y con espinas ocultas. Alcanzan diámetros de hasta 10 centímetros y una altura de hasta 40 centímetros. Tiene de 10 a 19 costillas estrechas con cúspides bajas. La areolas con hasta 7 espinas centrales estrechas son de color diferente y miden de 1 a 20 milímetros de largo. La disposición de las 12 a 36 espinas radiales es en forma de peine con 3 a 25 milímetros de largo. Las flores en forma de embudo, son fragantes, de color rosado y magenta y aparecen cerca de las puntas de los brotes. Tienen una garganta más oscuro o blanco de 5 a 12 cm de largo y tienen un diámetro de hasta 12 centímetros. Las frutas son redondas u ovales, de color verde y contienen una pulpa blanca.

## Taxonomía
Echinocereus reichenbachii fue descrita por (Terscheck ex Walp.) J.N.Haage y publicado en Preis-Verz. Cact. 20. 1859.
Etimología
Echinocereus: nombre genérico que deriva del griego antiguo: ἐχῖνος (equinos), que significa "erizo", y del latín cereus que significa "vela, cirio" que se refiere a sus tallos columnares erizados.
reichenbachii: epíteto otorgado en honor del coleccionista de plantas alemán Friedrich Reichenbach de Dresde.
Variedades
- Echinocereus reichenbachii var. armatus (Poselg.) N.P.Taylor
- Echinocereus reichenbachii var. baileyi (Rose) N.P.Taylor
- Echinocereus reichenbachii var. fitchii (Britton & Rose) L.D.Benson
- Echinocereus reichenbachii var. perbellus (Britton & Rose) L.D.Benson

Sinonimia
- Cereus pectinatus
- Echinocereus baileyi
- Echinocereus gitchii
- Echinocereus perbellus
- Echinocereus albispinus
- Echinocereus melanocentrus
- Cereus caespitosus Engelm. & A.Gray
- Cereus concolor J.M.Bigelow
- Cereus pectiniferus Labour.
- Cereus reichenbachianus Labour.
- Echinocactus reichenbachii Terscheck
- Echinocereus caespitosus (Engelm.) Engelm.
- Echinocereus caespitosus f. castaneus (Engelm.) Borg
- Echinocereus castaneus (Engelm.) Orcutt
- Echinocereus mariae Backeb.
- Echinocereus pectinatus var. caespitosus (Engelm.) K.Schum.
- Echinocereus purpureus Lahman
- Echinocereus rotatus Linke
- Echinocereus texensis Jacobi
- Echinopsis pectinata var. reichenbachii (Terscheck ex Walp.) Salm-Dyck
- Echinopsis reichenbachiana Pfeiff. ex C.F.Först.[3]